# Полк (округ, Айова)
Полк (англ. Polk County) — округ в США, штате Айова. На 2000 год численность населения составляла 374 575 человек. По оценке бюро переписи населения США в 2009 году население округа составляло 429 439 человек. Окружным центром является город Де-Мойн.

## История
Округ Полк был сформирован в 13 января 1846 года.

## География
Согласно данным Бюро переписи населения США площадь округа Полк составляет 1474 км².

### Основные шоссе
- Федеральная автострада 35
- Федеральная автострада 80
- Федеральная автострада 235
- Шоссе 6
- Шоссе 65
- Шоссе 69
- Автострада 5
- Автострада 17
- Автострада 28
- Автострада 141
- Автострада 160
- Автострада 163
- Автострада 415

### Соседние округа
- Бун  (северо-запад)
- Стори  (север)
- Джаспер  (восток)
- Марион  (юго-восток)
- Уоррен  (юг)
- Мадисон  (юго-запад)
- Даллас  (запад)

## Демография
По данным переписи населения 2000 года в округе проживало 374 575 жителей. Среди них 25,4 % составляли дети до 18 лет, 11,2 % люди возрастом более 65 лет. 51,2 % населения составляли женщины.
Национальный состав был следующим: 89,1 % белых, 5,6 % афроамериканцев, 0,5 % представителей коренных народов, 3,1 % азиатов, 7,0 % латиноамериканцев. 1,5 % населения являлись представителями двух или более рас.
Средний доход на душу населения в округе составлял $23654. 9,9 % населения имело доход ниже прожиточного минимума. Средний доход на домохозяйство составлял $56980.
Также 88,3 % взрослого населения имело законченное среднее образование, а 29,7 % имело высшее образование.